# Beipiao
Beipiao (北票市S, BěipiàoP) è una città-contea della Cina, situata nella provincia di Liaoning e amministrata dalla prefettura di Chaoyang.